# Sarakatsani

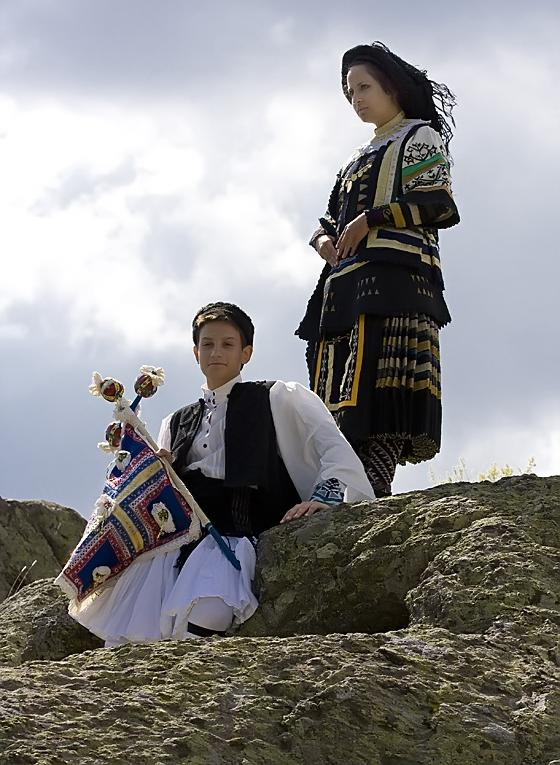
Ungdomar med traditionella sarakatsanidräkter i Bulgarien.

Sarakatsani är ett grekiskt herdefolk, som traditionellt levt i norra Grekland, samt i Albanien och Bulgarien. Den brittiske kulturantropologen J. Campbell levde och utförde ett fältarbete bland sarakatsani under 1950-talet.